# Перловское кладбище
Перло́вское кла́дбище — московский некрополь, расположен в Северо-Восточном административном округе Москвы, между МКАД и Джамгаровским прудом (92 км МКАД, ул. Стартовая, д.16). Входит в состав Государственного унитарного предприятия «Ритуал».
Название кладбища происходит от посёлка Перловское, ныне входящего в черту города Мытищи.
Площадь кладбища — 12,71 га. На кладбище имеется 3 еврейских участка. 
На кладбище расположен открытый колумбарий. На территории кладбища, близ центрального входа, — братская могила советских воинов, погибших в годы Великой Отечественной войны. Среди похороненных на кладбище жена и дети академика Б. Е. Чертока (уч. № 5, сюда же планировалось похоронить самого Бориса Евсеевича), заслуженный мастер спорта СССР, заслуженный тренер СССР (лыжи) А. А. Карпов, генерал-майор авиации Л. Г. Беловзоров (1923—1987), заслуженный артист России Н. С. Абрашин (1942—2004), дочь В. И. Чапаева — Клавдия.

## История
Кладбище было основано в 1932 году еврейской общиной из Перхушково. В число московских кладбищ Перловское кладбище вошло в 1978 году.
Недалеко от кладбища ведётся строительство часовни святых праведников Иоакима и Анны.

## Захоронения известных людей
- Бахвалов, Николай Сергеевич (1934—2005) — учёный в области математики, академик РАН[7]
- Биргер Борис Георгиевич (1923—2001) — российский художник
- Гермоген (Орехов) (1929—1980) — архиепископ Краснодарский и Кубанский
- Грановский, Наум Самойлович (1910—1984) — советский фотохудожник, фотокорреспондент ТАСС
- Жмельков, Владислав Николаевич (1914—1968) — советский футболист, вратарь[8]
- Колпаков, Михаил Иванович (1912—1940) — милиционер, погибший на боевом посту[9], в честь которого названа улица в городе Мытищи
- Панфёров, Виктор Михайлович (1916—1997) — учёный в области механики
- Пуков Трофим Трофимович (1915—1968)
- Скворцова, Мария Савельевна (1911—2000) — советская киноактриса[10]
- Стрелецкий, Пётр Фёдорович (1918—1973)
- Чернова, Александра Сергеевна (1925—2013) — советская актриса театра и кино, участник Великой Отечественной войны.[11] [12].
- Арвид Юргайтис (1969—2004) — музыкант, клавишник-статист группы «Ласковый май»
- Юренева, Надежда Юрьевна (1933—2006) — камерная певица и педагог[13]